# 양키 모교로 돌아오다
《양키 모교로 돌아오다 (ヤンキー母校に帰る)》는 2003년 10월 10일 ~ 2003년 12월 12일까지 TBS에서 방송된 드라마. 시간은 매주 금요일 밤 10시 ~ 10시 54분까지, 총 11회. 주연은 타케노우치 유타카. 평균 시청률 12.9%, 최고 시청률 15.4%를 기록하였다.
또, 2005년 3월 27일에는 아라시 사쿠라이 쇼 주연으로, 스페셜 《양키 모교로 돌아오다~여행의 시간 불량소년의 꿈 ヤンキー母校に帰る〜旅立ちの時 不良少年の夢》이 방송하였다. 시청률은 16.6%.

## 개요
신치토세 공항에 도착한 요시모리 신야. 그렇게도 염원하던 교사가 되어 모교인 이치세 고교로 향한다.
불량했던 자신을 끝까지 포기하지 않고 지도해준 은사, 안도 유리코와 이와사키 사토루. 이 두 사람은 제자에서 교사로 새롭게 부임해온 신야를 따뜻하게 맞으며 내심 그가 아이들을 잘 지도할 수 있게 기대를 건다.
전 불량학생이었던 교사와 나름대로의 문제를 안고 있는 학생들이 진지하게 맞서며 사람과 사람의 진지한 어울림, 그 어울림에서 태어나는 믿음을 드라마에서 표현하고자 한다.

## 캐스팅

### 주인공
- 요시모리 신야 - 타케노우치 유타카

### 호쿠세이학원 요이치 고교의 선생님
- 이가우에 나오키 - 히라이즈미 세이
- 사와타리 마코토 - 누쿠미즈 요이치
- 카가 치아키 - 우지이에 메구미
- 야시키 테츠지 - 아이바 마사키
- 안도 유키코 - 요 키미코
- 이와사키 사토루 - 하라다 요시오

### 3학년 C반 학생
- 코가 나나에 -SAYAKA (현재는 칸다 사야카)
- 오쿠무라 카즈토 - 나가이 마사루
- 우지이에 토오루 - 이치하라 하야토
- 토다 유키 - 이치카와 유이
- 치바 켄타로 - 오시나리 슈고
- 사쿠타 쿠미코 - 오오츠카 치히로
- 시마다 아키라 - 이시가키 유마
- 츠네모토 아카네 - 카토 나츠키
- 니노헤 히데오 - 하야미 모코미치
- 토리이 와카나 - 무라노 미아
- 오오히나타 준이치 - 에모토 타스쿠

### 카나이 하숙집 인물
- 무라세 모토야 - 코이케 텟페이
- 카나이 시호 - 시노하라 료코
- 카나이 사요코 - 이치게 요시에

### 그 외
- 오노데라 타카시 - 갓츠 이시마츠
- 하시모토 아키 - 니시야마 마유코
- 카나이 후타바 - 마츠오 유리

## 부제·시청률
| 각 화             | 방송일           | 부제            | 시청률 |
| ----------------- | ---------------- | --------------- | ------ |
| vol.1             | 2003년 10월 10일 | 눈물의 편입식   | 15.4%  |
| vol.2             | 2003년 10월 17일 | 비상사태        | 10.1%  |
| vol.3             | 2003년 10월 24일 | 망가진 인연     | 13.3%  |
| vol.4             | 2003년 10월 31일 | 죽지마!!        | 13.7%  |
| vol.5             | 2003년 11월 7일  | 마음의 열쇠     | 15.4%  |
| vol.6             | 2003년 11월 14일 | 근신 처분       | 12.3%  |
| vol.7             | 2003년 11월 21일 | 눈물의 임신     | 11.1%  |
| vol.8             | 2003년 11월 28일 | 대마초의 폭풍우 | 11.5%  |
| vol.9             | 2003년 12월 5일  | 학교의 끝       | 11.3%  |
| 최종화            | 2003년 12월 12일 | 나의 꿈         | 14.2%  |
| 평균 시청률 12.8% |                  |                 |        |

## 방송시간
- 금요일 22:00 - 23:09（제1화）
- 금요일 22:00 - 22:54（제2화 - 제4화, 제6화 - 최종화）
- 금요일 23:30 - 24:24（제5화）

## 관련 음반

### 주제곡
- 奥田美和子 / 青空の果て (레이블 : BMG JAPAN)

오쿠다 미와코 약 3년 5개월만의 새로운 음반 발매. 복귀 음반임과 동시에 드라마 화제로 약 15만장의 높은 판매고를 기록했다.

### Original Sound Tracks
- 러닝 타임 : 56분 20초

1. 俺達のマーチPart. 1～答えなんてない～
2. 俺達は夢
3. 北友余市高校３年Ｃ組
4. 教室の犀
5. 自分の言葉で
6. 俺とお前の違い
7. おかあさん…
8. 人はゼッテエ…
9. 生きる事
10. 光る時
11. Come With Me
12. 教えるは教えられる事
13. Believe
14. Party
15. On The Road
16. 俺達のマーチPart 2.～答えなんていらない～

1. 青空の果て（For TV Edit）